# Рязанское шоссе
Рязанское шоссе (встречается название Старорязанское шоссе) — автодорога, начинающаяся от пересечения Рязанского проспекта с МКАД и идущая до Рязани.

## История
Известна как древнейший торговый путь. Точной информации о первостроительстве на его месте шоссе нет. Однако по косвенным данным его начали строить в 1842 году и окончили в 1866. Дорога являлась казённой, находясь в ведении Министерства путей и сообщения.
В 1926 году она была указана в списках шоссейных дорог Московской губернии, находящихся в ведении губернского дорожного отдела МКХ.
В 1933—1937 годах шоссе числилось в списке важнейших дорог, построенных и реконструированных во второй пятилетке Московским УШОСДОРом.
В 1938 году производились новые работы по реконструкции шоссе.
В 1939 году закончилось строительство моста через реку Москву в деревне Заозерье, где ранее была переправа.
В 1949 году вышло Постановление СМ СССР «О реконструкции Рязанского шоссе». Активно строятся обходы населенных пунктов, путепроводы, мосты и транспортные развязки.
В 1986 году было открыто Новорязанское шоссе, построенное, как дублёр Рязанского. От МКАД идо 124 километра М5 старое Рязанское шоссе дублирует трассу.